# Riccione
Riccione (Arciùn o Arzôn en romanyol) és un municipi italià, situat a la regió d'Emília-Romanya i a la província de Rimini. L'any 2005 tenia 34.773 habitants.

## Personalitats lligades a Riccione
- Andrea Speziali, designer, artista